# Great Wall Safe
Il Great Wall Safe è un fuoristrada prodotto dalla casa automobilistica cinese Great Wall Motors dal 2002 al 2009.

## Il contesto
Il Safe utilizza il telaio della Toyota 4Runner prima serie ed eredita numerosi componenti sia meccanici che stilistici. Il motore è un 2.3 benzina a 4 cilindri oppure un 2.8 diesel a 4 cilindri con turbocompressore capace di circa 95 cavalli (70 KW). Non viene venduto in Italia ma solo in Asia e in alcuni paesi dell'Est Europa. Dispone di 5 posti e di un abitacolo spazioso ma la sicurezza automobilistica solo modesta non ha permesso l'omologazione per le strade europee.
Sulla stessa base la Great Wall Motors ha realizzato il Suv Hover che viene venduto in Italia. I costi di gestione sono elevati ma il prezzo sul mercato locale risulta molto competitivo. Viene prodotto sia con trazione integrale e cambio a 5 marce con riduttore che a trazione posteriore e cambio a soli 5 rapporti senza riduttore.